# Žabe
Žabe su vodozemci – skupina kralježnjaka koja dio života provodi na kopnu a dio u vodi. Širom svijeta živi više od 3500 vrsta žaba. Žabe su hladnokrvne životinje čija je temperatura tijela uvijek ista kao temperatura okolnog zraka. Razlikuju se od drugih vodozemaca po tome što nemaju rep. Tijelo im je zdepasto, pokriveno glatkom, golom i mekanom kožom. Žabe su rasprostranjene na svim kontinentima osim Antartike. Najmanja je vrsta Paedophryne amaneuensis, veličine samo 8 mm, a najveća je zapadnoafrička žaba, ponekad veća od 30 cm i teška oko 3 kg.

## Izgled
Glave su im obično široke i plosnate a usta vrlo široka. Obično imaju po četiri prsta na svakom prednjoj i po pet na svakoj stražnjoj nozi. Prste im povezuju plivaće kožice.
Mužjaci nekih vrsta imaju sa strane usta zvučne mjehure (rezonatore) za pojačavanje glasa.
Kralježnica žaba sastoji se od 9 kralježaka i koštanoga prutića trtične kosti (urostila). Rebara nemaju. Stražnje su im noge prilagođene za skakanje i plivanje, te su mnogo dulje i snažnije od prednjih. Četiri prsta na prednjim nogama su slobodna, a pet prstiju stražnjih nogu spojeno je plivaćom kožicom. Otrovne žabe su živih boja. Otrov može usmrtiti manjeg grabežljivca ako je pojede, a neke žabe sadržavaju toliko otrova da čak mogu usmrtiti čovjeka. Indijanci su se služili njihovim otrovom za koplja i strelice.

## Razvoj
Najveći broj žaba polaže tisuće jaja u vodi, gdje se uglavnom jaja i oplođuju jer žabe nemaju organe za parenje. Jajašca su obično sasvim mala a svako je obavijeno zaštitnim želatinoznim ovojem. Taj ovoj sprječava grabežljivce da ih pojedu. U vodi žive i završavaju preobrazbu ličinke zvane punoglavci. Preobrazba iz punoglavca u odraslu žabu traje 2 do 4 mjeseca. Hrane se mušicama, komarcima, i drugim kukcima, njihovim ličinkama i crvolikim beskralježnjacima. Žive u vodi ili u samoj njezinoj blizini, a neke vrste po vlažnim livadama i listopadnim šumama. Hladno i suho doba godine provode zakopane u mulju. Iako većina žaba jaja polaže u vodu, neke to rade na kopnu, ispod lišća ili kamenja. Kod njih potpuno izostaje stadij punoglavca, a nakon nekoliko tjedana izlaze potpuno razvijene žabice.

## Briga za potomstvo
Roditelji se ne brinu za potomke i zbog toga, kao i ribe, ženke vodozemaca stvaraju velik broj jajašca.
Neke vrste su razvile pomalo ekstremne metode brige za potomstvo. Tako šljemoglava gatalinka, koja čitav život provodi na kopnu, kao i mužjaci nekih vrsta južnoameričkih otrovnih žaba, nose svoja jajašca na leđima – gdje se ona razvijaju izravno u male žabice.

## Žlijezde
Žlijezde u koži žabe nalaze se u epidermalonom sloju koji se naziva usmina. Usmina je ispunjena vezivnim tkivom, a u njoj se nalaze kromatofori, mišićna vlakna i žlijezde. Dvije vrste žlijezda se nalaze kod "prave žabe" (Rana species), a to su sluzne (mukozne) i zrnate žlijezde.

## Pigment
Pigmentne stanice kod žabe nazivaju se kromatofori. Oni sadrže razna pigmentna zrnca, različitih boja: žute, crvene, smeđe. Zbog tih raznih boja kromatofori se zajednički nazivaju alanofori.

## Škrge
Nemaju unutarnje ni vanjske škrge. One se nalaze isključivo u postembrionalnom razvoju, u stadiju punoglavca, na vanjskoj strani životinje, kao privjesci, a služe kao opskrba krvlju s kisikom. Krv pritom iz srca ulazi u škrge, koje se sastoje od mnogo krvnih žilica, tu se vrši izmjena plinova te se kisik veže na respiratorne pigmente (hemocijanin) u krvi i tako prenosi tijelom.

## Prehrana
Žabe se hrane živim, pokretnim plijenom. Velika većina se bavi kukcima, a veličina plijena ovisi o veličini same žabe i njezinih usta. Neke afričke vrste žaba mogu pojesti i zmije otrovnice, velike stonoge, škorpione pa čak i druge pripadnice svoje vrste.
Žabama se hrani velik broj različitih životinja pa su one razvile širok raspon reakcija i metoda obrane od neprijatelja. Neke su vrste postale vrlo agresivne i nasrću na svoje napadačke otvorenih usta iako ustvari nemaju pravih zuba. Malo je grabežljivaca koji su spremni preuzeti takav rizik.

## Obrana
Da bi se branile, neke se vrste oslanjaju na boju ili šare. Mnoge su gatalinke pri mirovanju potpuno smeđe ili zelene. No kada ih se uznemiri – one se izviju otkrivajući sjajne boje koje su inače skrivene od pogleda na donjoj strani tijela. Ovaj iznenadni bljesak boja obično je dovoljan da zapanji grabežljivca i da omogući žabi dovoljno vremena za bijeg. Pored mnogih grabežljivaca, u mnogim dijelovima svijeta žabe jedu i ljudi.

## Porodice i vrste
Najpoznatije su vrste: žuti mukač (Bomina variegata), crveni mukač (Bomina bombina), češnjača (Pelobates fuscus), obična krastača (Bufo bufo), zelena krastača (Bufo viridis), gatalinka (Hyla arborea), grčka žaba (Rana graeca), močvarna smeđa žaba (Rana arvalis).
Anura Fischer von Waldheim, 1813
- Allophrynidae Savage, 1973 (3 sp.)
- Alsodidae Mivart, 1869 (29 sp.)
- Alytidae Fitzinger, 1843 (12 sp.)
- Aromobatidae Grant, Frost, Caldwell, Gagliardo, Haddad, Kok, Means, Noonan, Schargel, and Wheeler, 2006 (117 sp.)
- Arthroleptidae Mivart, 1869 (145 sp.)
- Ascaphidae Fejérváry, 1923 (2 sp.)
- Atopophrynus Lynch and Ruiz-Carranza, 1982 (1 sp.)
- Batrachylidae Gallardo, 1965 (14 sp.)
- Bombinatoridae Gray, 1825 (7 sp.)
- Brachycephalidae Günther, 1858 (54 sp.)
- Brevicipitidae Bonaparte, 1850 (33 sp.)
- Bufonidae Gray, 1825 (578 sp.)
- Calyptocephalellidae Reig, 1960 (5 sp.)
- Centrolenidae Taylor, 1951 (148 sp.)
- Ceratobatrachidae Boulenger, 1884 (86 sp.)
- Ceratophryidae Tschudi, 1838 (12 sp.)
- Conrauidae Dubois, 1992 (6 sp.)
- Craugastoridae Hedges, Duellman, and Heinicke, 2008 (730 sp.)
- Cycloramphidae Bonaparte, 1850 (36 sp.)
- Dendrobatidae Cope, 1865 (183 sp.)
- Dicroglossidae Anderson, 1871 (182 sp.)
- Eleutherodactylidae Lutz, 1954 (206 sp.)
- Geobatrachus Ruthven, 1915 (1 sp.)
- Heleophrynidae Noble, 1931 (7 sp.)
- Hemiphractidae Peters, 1862 (104 sp.)
- Hemisotidae Cope, 1867 (9 sp.)
- Hylidae Rafinesque, 1815 (941 sp.)
- Hylodidae Günther, 1858 (42 sp.)
- Hyperoliidae Laurent, 1943 (218 sp.)
- Leiopelmatidae Mivart, 1869 (4 sp.)
- Leptodactylidae Werner, 1896 (1838) (201 sp.)
- Limnodynastidae Lynch, 1969 (43 sp.)
- Mantellidae Laurent, 1946 (206 sp.)
- Megophryidae Bonaparte, 1850 (183 sp.)
- Micrixalidae Dubois, Ohler, and Biju, 2001 (26 sp.)
- Microhylidae Günther, 1858 (1843) (556 sp.)
- Myobatrachidae Schlegel, 1850 (89 sp.)
- Nasikabatrachidae Biju and Bossuyt, 2003 (1 sp.)
- Nyctibatrachidae Blommers-Schlösser, 1993 (29 sp.)
- Odontobatrachidae Barej, Schmitz, Günther, Loader, Mahlow, and Rödel, 2014 (1 sp.)
- Odontophrynidae Lynch, 1969 (52 sp.)
- Pelobatidae Bonaparte, 1850 (4 sp.)
- Pelodytidae Bonaparte, 1850 (3 sp.)
- Petropedetidae Noble, 1931 (12 sp.)
- Phrynobatrachidae Laurent, 1941 (87 sp.)
- Pipidae Gray, 1825 (33 sp.)
- Ptychadenidae Dubois, 1987 (55 sp.)
- Pyxicephalidae Bonaparte, 1850 (78 sp.)
- Ranidae Rafinesque, 1814 (359 sp.)
- Ranixalidae Dubois, 1987 (10 sp.)
- Rhacophoridae Hoffman, 1932 (1858) (370 sp.)
- Rhinodermatidae Bonaparte, 1850 (3 sp.)
- Rhinophrynidae Günther, 1859 (1 sp.)
- Scaphiopodidae Cope, 1865 (7 sp.)
- Sooglossidae Noble, 1931 (4 sp.)
- Telmatobiidae Fitzinger, 1843 (61 sp.)

## Galerija
- Gatalinka (Hyla arborea)
- Obična krastača (Bufo bufo)
- Češnjača (Pelobates fuscus)
- Jajašca